# Gastrointestinala hormoner
Gastrointestinala hormoner är en grupp hormoner som bildas i mag- och tarmkanalens slemhinnor. De reglerar matsmältningens enzymer och mag- och tarmkanalens motorik. De hämmas av somatostatin 28.
Fastän hormonerna bildas i mag- och tarmkanalen, finns de också i centrala nervsystemet. De fungerar där genom att till exempel ge mättnadskänsla. De har ofta komplexa funktioner, då samma hormon kan reglera magsaftsutsöndring och tillväxten, eller fungera både neuroprotektivt och påverka hjärt-kärlsystemet och andningsapparaten.
De gastrointestinala hormonerna är:
- Kolecystokinin (Sinkalid)
- Epidermal tillväxtfaktor
- Gastriskt hämmande hormon
- Gastrinfrisättande peptid
- Gastriner
  - Pentagastrin
  - Tetragastrin
- Proglukagon
  - Glicentin
  - Glukagonliknande peptider
  - Oxyntomodulin
- Motilin
- Peptid YY
- Sekretin
- Vasoaktiv intestinal peptid